# 모차르트 플루트 협주곡 2번 D 장조
모차르트 플루트 협주곡 2번 D 장조(Flute Concerto No. 2 in D major, K. 314)는 볼프강 아마데우스 모차르트가 작곡한 두번째 플루트 협주곡이다. 1777년 가을 무렵부터 1778년 초까지 만하임에서 작곡하였다. 당시 만하임에는 유럽 최고의 오케스트라가 있었다. 이 곡을 지을 당시 모차르트는 궁정 음악가로서 활동하고 있었다.

## 구성
- 1악장: 알레그로 아페르토 (Allegro aperto)
- 2악장: 안단테 논 트로포 (Andante non troppo)
- 3악장: 알레그로 (Allegro)